# Museo del palacio de Cervellón
El Museo del palacio de Cervellón es un museo de arte que está situado en el Palacio de Cervellón. Se compone de varias salas.